# Club Deportivo Águilas de la Universidad Autónoma de Guerrero

El Club Deportivo Águilas de la Universidad Autónoma de Guerrero, o simplemente Águilas de la UAGro, es un club de fútbol profesional con sede en Chilpancingo de los Bravos en el estado de Guerrero. La escuadra universitaria compite en la Liga TDP (Tercera División Profesional en México) desde el año 2015, es el equipo oficial de la UAGro. Universidad Autónoma de Guerrero.

## Historia

### Temporada 2015-16
El club inicio jugando esta su primera temporada con muy buenos resultados, clasificándose como campeón de grupo a la liguilla, enfrentando a Angeles de la ciudad de México en los 32savos de final logrando ganar por 3-1. Logrando su pase a los 16savos de final. En los Dieciseisavos de final se enfrentó a Tigrillos Dorados de MRCI perdió 2-1 en ida y en la vuelta empató a 0 lo cual le dio el pase a Tigrillos.

## Instalaciones
Disputa sus partidos como local en el Estadio UAGro (Ándres Figueroa), se encuentra localizado en las canchas de la Universidad en Chilpancingo de los Bravos en el Estado de Guerrero.  

## Rivalidades
Águilas mantiene una fuerte rivalidad con el Avispones de Chilpancingo con quien disputa el Clásico Guerrerense.

## Jugadores

### Plantilla
- Los equipos mexicanos están limitados a tener en la plantilla un máximo de cinco jugadores extranjeros. La lista incluye sólo la actual nacionalidad incluyendo ya naturalizados de cada jugador, algunos de los jugadores extranjeros poseen la nacionalidad mexicana:

## Datos del club
- Temporadas en Tercera División: 1
- Liguillas por el título: 1 (2015-16)
- Finales por el título:
- Superliderato: 1
- Mayor goleada conseguida:
  - En campeonatos nacionales Amateur:
  - En campeonatos nacionales Profesional:
  - En torneos cortos (nacionales):
- Mayor goleada encajada:
  - En torneos largos :
  - En torneos cortos (nacionales):
  - En torneos internacionales:
- Mejor puesto en la liga:
  - En torneos cortos:
- Peor puesto en la liga:
  - En torneos cortos:

## Entrenadores
| Nombre                 | Período   |
| ---------------------- | --------- |
| Eleazar Ríos           | 2015-2020 |
| Bulmaro González Mejía | 2020-2021 |

## Símbolos

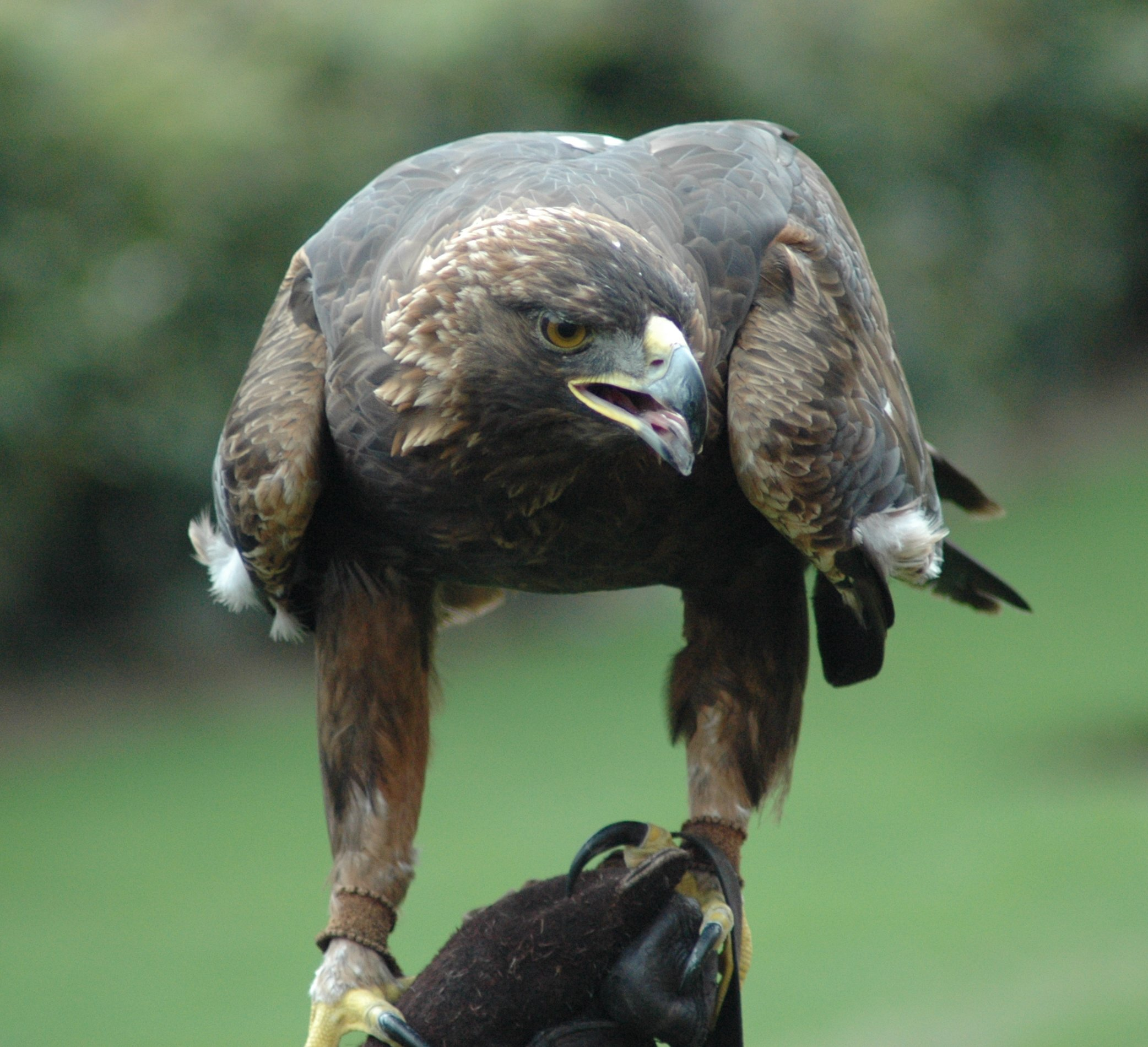
El Águila es la Mascota del Club

El escudo de las águilas es el águila universitaria con el nombre de Águilas de la UAGro en el fondo en la parte baja dos laureles y en medio de estos un balón de fútbol en el fondo siete franjas azul, blanca y roja.

## Uniforme

### Uniformes Actuales
Los colores tradicionales del club son el azul y el rojo
- Uniforme local: Camiseta roja con el escudo, pantalón blanco y medias azules con el nombre UAGro.
- Uniforme visitante: Camiseta azul con el escudo, pantalón blanco y medias azules con el nombre UAGro.

| Local | Visitante |

.

### Patrocinadores
| 2015–Presente | Bandera de México |  |  |  |
| 2015–Presente | Uagro Sport       |  |  |  |

## Temporadas
| Temporada | División           | Posición                     |
| --------- | ------------------ | ---------------------------- |
| 2015/16   | 5.Tercera División | 1o. Grupo VI (Dieciseisavos) |
| 2016/17   | 5.Tercera División | 1o. Grupo VI (Dieciseisavos) |
| 2017/18   | 5.Tercera División | 1o. Grupo VI (Fase 2)        |
| 2018/19   | 5.Tercera División | 5o. Grupo VI                 |
| 2019/20   | 5.Tercera División | 2o. Grupo VI                 |
| 2020/21   | 5.Tercera División | 2o. Grupo VI (Octavos)       |

## Otras Secciones Deportivas
Club Universitario de Atletismo Águilas
El Club Universitario de Atletismo Águilas o simplemente Águilas es un club de atletismo de la Universidad Autónoma de Guerrero, en Chilpancingo, México. Fue fundado el 12 de octubre de 1973 con el nombre de Club Universitario de Atletismo, y que luego de diez años pasó a ser oficialmente Club Universitario de Atletismo Águilas. Ha obtenido alrededor de 1400 trofeos y más de mil medallas, destacando primeros lugares en competencias municipales, estatales, regionales, nacionales e internacionales.